# Carretera de Nebraska 41
La Carretera de Nebraska 41, y abreviada NE 41 (en inglés: Nebraska Highway 41) es una carretera estatal estadounidense ubicada en el estado de Nebraska. La carretera inicia en el Oeste desde la NE 14  , S 18D  en Clay Center hacia el Este en la NE 50  norte de Tecumseh. La carretera tiene una longitud de 166,6 km (103.53 mi).

## Mantenimiento
Al igual que las autopistas interestatales, y las rutas federales y el resto de carreteras estatales, la Carretera de Nebraska 41 es administrada y mantenida por el Departamento de Carreteras de Nebraska por sus siglas en inglés NDOR.

## Cruces
La Carretera de Nebraska 41 es atravesada principalmente por la  US 81  sureste de Geneva
 NE 15  este de Milligan
 US 77  suroeste de Cortland.